# Théories de la Lune creuse
Les théories de la Lune creuse supposaient que la Lune est en partie ou entièrement creuse. Que ce soit pour des raisons naturelles ou le produit d'une civilisation extraterrestre (dans ce cas, on parle de Spaceship Moon,,, littéralement Lune vaisseau spatial), l'idée de Lune creuse a été abondamment exploitée dans la science-fiction d'avant l'ère spatiale.
De manière semblable aux théories de la Terre creuse, ces hypothèses sont considérées obsolètes, les modèles actuels indiquant que la Lune possède une mince croûte, un grand manteau et un petit noyau dense.  

## Histoire

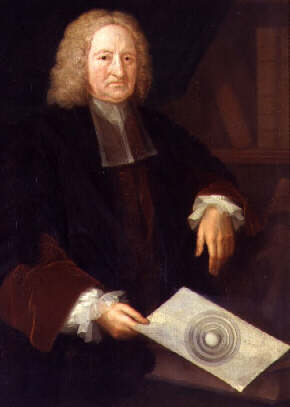
Edmond Halley exposant un diagramme présentant sa théorie de la Terre creuse.

## Spaceship Moon

### Dans la culture populaire
Dans une trilogie de science-fiction écrite par David Weber et constituée des livres Mutineers' Moon (en), The Armageddon Inheritance (en) et Heirs of Empire (en), la Lune est un gigantesque vaisseau spatial arrivé il y a 50 000 ans. La population terrestre est ainsi constituée des descendants des membres d'équipage du vaisseau, qui ont abandonné ce dernier à la suite d'une mutinerie.

## Perspective scientifique

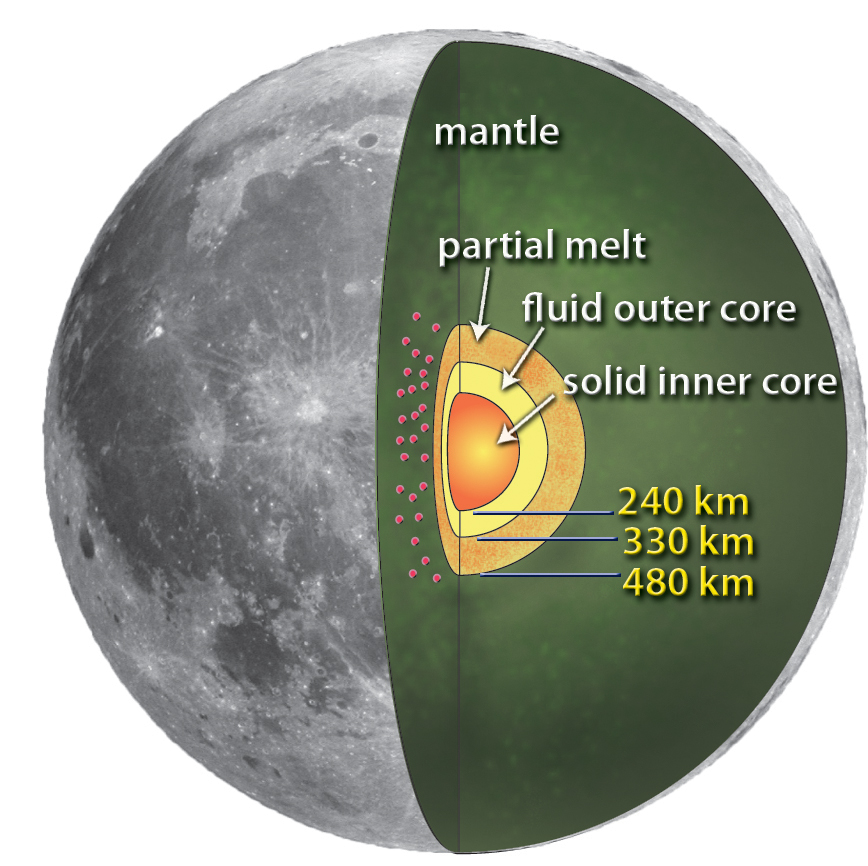
Schéma du modèle scientifique dominant actuel de l'intérieur de la Lune.

### La Lune a résonné comme une cloche
Entre 1972 et 1977, des sismomètres installés sur la lune par les missions Apollo ont enregistré des tremblements de lune. La Lune fut alors décrite comme « sonnant comme une cloche » pendant ces épisodes, et plus particulièrement ceux dont l'épicentre était peu profond. Cette phrase, incluse dans un article de la revue Popular Science de mars 1970 a attiré l'attention du grand public. Quand Apollo 12 a délibérément fait s'écraser l'étage de remontée de son module lunaire sur la surface de la Lune, il a été déclaré que celle-ci avait résonné pendant une heure, conduisant à des discussions autour de l'idée qu'elle aurait été creuse comme une cloche. Des expériences ultérieures de sismologie lunaire ont depuis lors montré que la Lune est le siège de séismes peu profonds qui se comportent très différemment des séismes terrestres à cause de différence dans la texture, le type et la densité des couches des deux corps célestes, mais qu'il n'y a aucune preuve de l'existence de grandes cavités sous le sol lunaire. La présence des eaux de surface, l'impact de la vie sur la cohésion des sols (présence de mycéliums et de racines), ainsi que, dans une moindre mesure, la présence de l'atmosphère expliquent très largement de telles différences.

### Densité
Le fait que la Lune soit moins dense que la Terre est également un argument avancé par certains pour soutenir l'hypothèse selon laquelle elle serait creuse. La densité moyenne de la Lune est de 3,3 g/cm3 alors que celle de la Terre vaut 5,5 g/cm3. Une explication avancée pour cette différence, est que la Lune pourrait avoir été créée par un impact géant qui aurait éjecté en orbite une partie de la croûte terrestre primitive,. Le manteau supérieur et la croûte terrestre sont moins denses que son noyau.

## Dans la littérature
- Dans Les Premiers Hommes dans la Lune (1901), H. G. Wells décrit une race d'insectes, les Selenites, qui vivent à l'intérieur de la Lune creuse[7],[1].
- Dans The Moon Maid (en) (1922), Edgar Rice Burroughs décrit une Lune creuse dotée d'une atmosphère et habitée. Dans la suite, The Moon Men, les habitants de la Lune envahissent et conquièrent la Terre.
- Dans Cette hideuse puissance (1945), C. S. Lewis présente une Lune creuse dont les habitants sont nommés Sulva.
- Dans The Lomokome Papers (1947), Herman Wouk décrit également une Lune creuse[10].
- Dans Neznaika (en) on the Moon (1965), l'auteur soviétique Nikolay Nosov aborde le thème d'une Lune creuse.
- Dans Human Race Get off Your Knees – The Lion Sleeps No More (2010) de David Icke, aborde l'idée d'une Lune creuse.
- Selon l'auteur Roch Saüquere, l'extraordinaire coïncidence qui fait que le diamètre apparent de la lune, vu de la Terre, soit exactement le même que le diamètre apparent du soleil, toujours vu de la Terre, en fait un artefact placé intentionnellement sur cette orbite[11], à la manière d'une sphère de Dyson, théorisée comme étant le plus souvent creuse.
- Dans Heaven at SETI's Doorstep (2011) de Shelton Ranasinghe, des scientifiques travaillant pour l'Institut SETI détectent des signaux en provenance de l'intérieur de la Lune.
- L'idée est également abordée dans Hollow Moon du groupe Awolnation (2015)[12].